# Cape Otway Lighthouse
Das Cape Otway Lighthouse ist der ehemalige Leuchtturm auf Cape Otway in Victoria, Australien. Er ist der in Australien am längsten betriebene und nach dem Macquarie Lighthouse der zweite Leuchtturm überhaupt, der an der Hauptküstenlinie Australiens gebaut wurde.

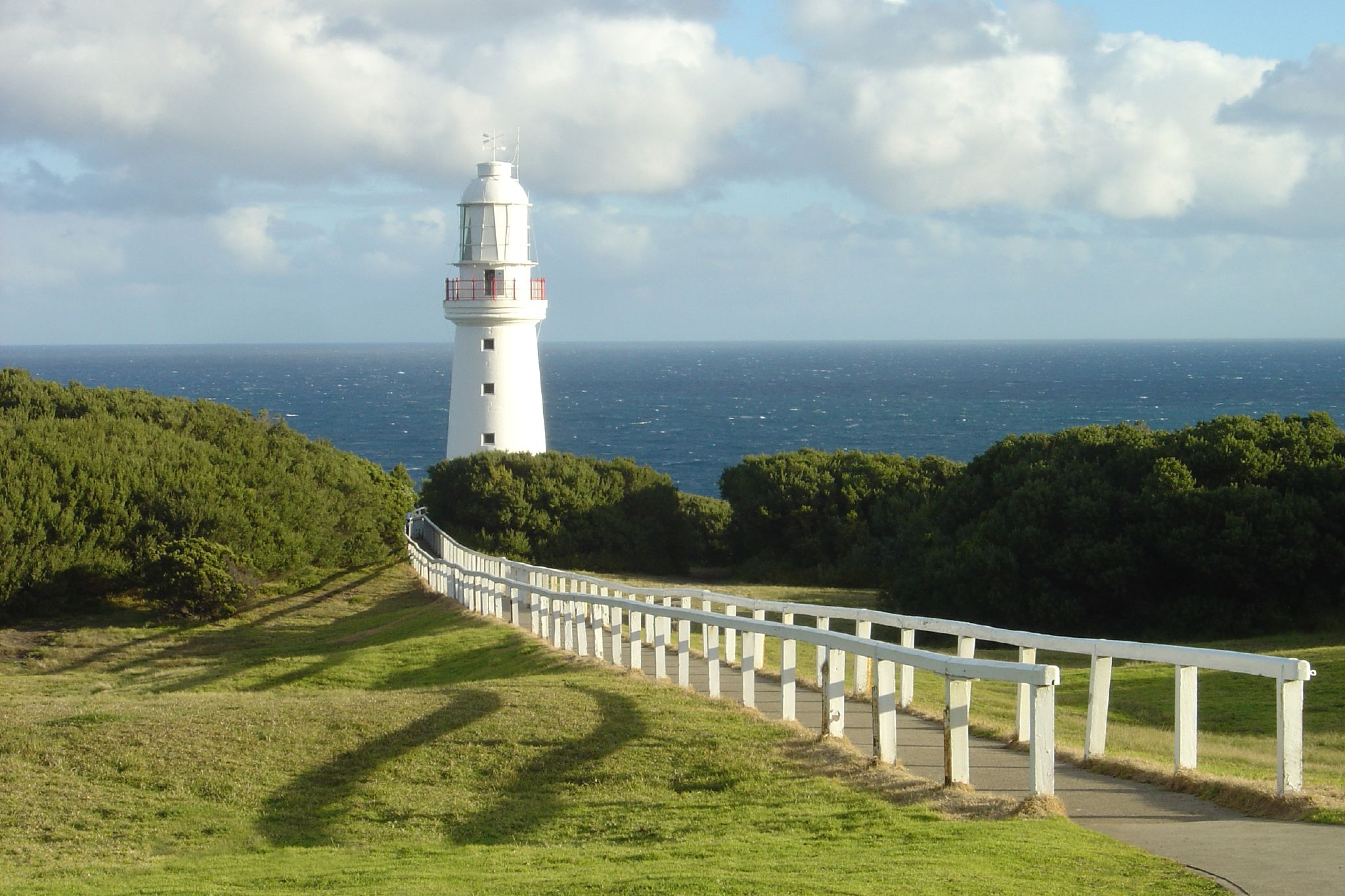
Der Weg zum Leuchtturm

Der Turm steht am westlichen Ausgang der Bass-Straße. Aufgrund seiner Abgeschiedenheit konnte er erst im dritten Versuch über Land im Jahr 1848 gebaut werden. Erbaut ist er aus Natursteinen, die in einem Steinbruch am fünf Kilometer entfernten Parker River gebrochen wurden.
Der erste Leuchtturmwärter wurde nach drei Monaten wieder von seinem Dienst suspendiert. Sein Nachfolger blieb dagegen 30 Jahre.
Dessen Sohn George Ford wurde bekannt, als er auf einem Pferd nach Camperdown ritt, um dort Hilfe für den am 1. Juli 1878 vor Loch Ard Gorge untergegangenen Klipper Loch Ard zu holen.
Der Leuchtturm war bis in die 1930er Jahre von Land aus schwer erreichbar. Erst danach war eine Verbindung auch mit Automobilen möglich.
Rotes Signallicht wurde seit 1881 ausgestrahlt. Das Hauptlicht wurde 1891, 1905 und 1939 verstärkt. Das Leuchtfeuer wurde im Januar 1994 durch ein kleineres Feuer unterhalb des alten Leuchtturms ersetzt.
Neben dem Cape Otway Lighthouse befindet sich eine Gedenkplakette, welche an das mysteriöse Verschwinden von Frederick Valentich nach einer angeblichen UFO-Begegnung am 21. Oktober 1978 erinnert, da sein letzter Funkkontakt mit dem Cape Otway Lighthouse erfolgte.